# Welchanos
Welchanos (altgriechisch Ϝελχάνος Welchános) ist ein Epitheton des griechischen Gottes Zeus auf Kreta.
Einer Inschrift zufolge wurde dem Zeus Welchanos zu Ehren in der Stadt Lyktos das Fest Welchania (Ϝελχάνια Welchánia) gefeiert. Darstellungen des Zeus Welchanos finden sich auf Münzen, die in Phaistos geprägt wurden, sie zeigen einen jugendlichen Gott, der in einer Weide sitzt und dabei einen Hahn zwischen den Knien hält. Es wird davon ausgegangen, dass es sich bei Welchanos um einen alten minoischen Fruchtbarkeitsgott handelt, der später mit dem griechischen Zeus identifiziert wurde.
Der antike Lexikograph Hesychios von Alexandria führt das Epitheton in seinem Lexikon verschrieben als Gelchanos (Γελχάνος Gelchános) und verbindet es dabei explizit mit Zeus („Welchanos: Zeus bei den Kretern“). Eine Gleichsetzung mit dem Zeus Diktaios, überliefert in einem altgriechischen Preis- und Lobgesang aus Roussolakkos, ist wahrscheinlich.